# Hermann von Wedel-Jarlsberg
Johann Kaspar Hermann Graf von Wedel-Jarlsberg (* 21. September 1779 in Montpellier; † 27. August 1840 in Wiesbaden) war ein norwegischer Politiker und Staatsmann.

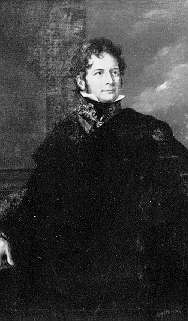
Johann Kaspar Hermann Graf von Wedel-Jarlsberg

## Leben

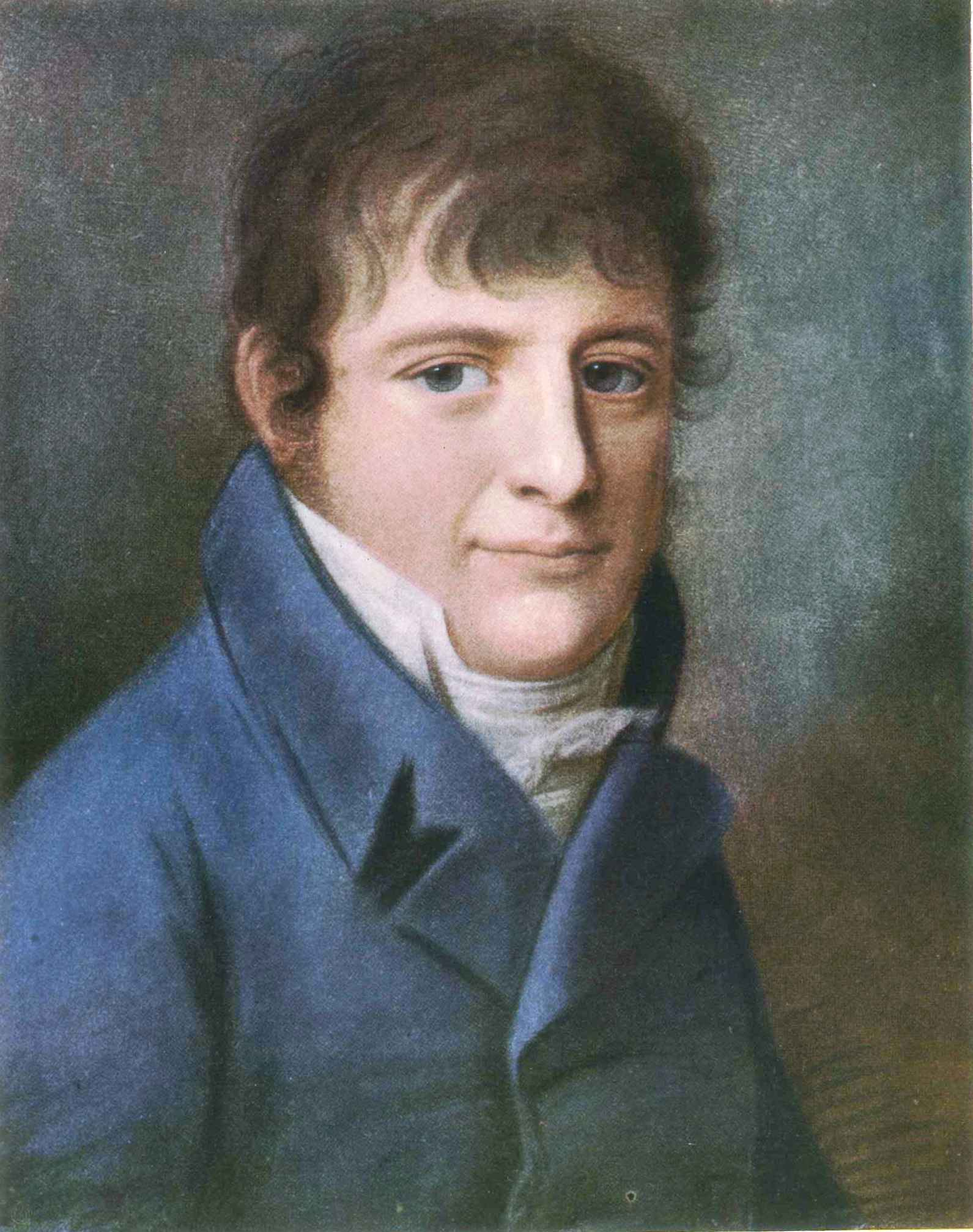
Herman Wedel Jarlsberg um 1805, gemalt von Christian Horneman.

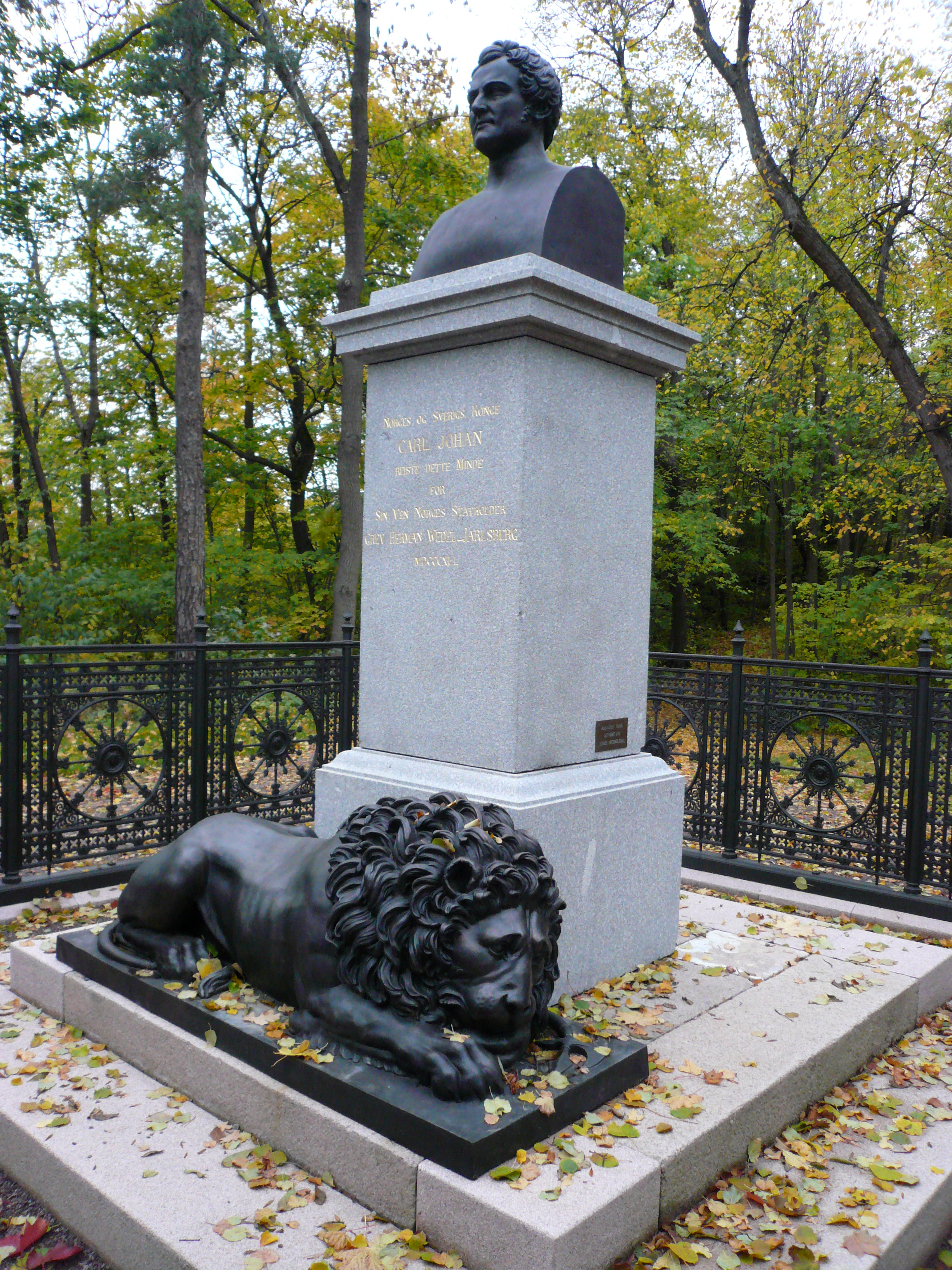
Wedel-Jarlsberg-Denkmal auf dem Dronningberget auf Bygdøy in Oslo, geschaffen von dem Bildhauer Hans Michelsen, 1845.

Hermann von Wedel-Jarlsberg wurde in England erzogen und studierte in Kopenhagen Recht, Staatswissenschaften und Philologie und schloss 1801 sein Studium mit dem juristischen Staatsexamen ab. Anschließend wurde er Assessor und Sekretär in der dänischen Finanzkommission. 1806 wurde er beauftragt, das Armenwesen im damals noch zu Dänemark gehörenden Norwegen neu zu ordnen. Beeinflusst von den Ideen der Französischen Revolution und als Liberaler strebte er zunächst eine Verfassung an, wandte sich aber bald, 1808, den Unabhängigkeitsbestrebungen norwegischer Patrioten zu. Er trat seit 1809 dafür ein, ein von Dänemark unabhängiges Königreich Norwegen unter dem Prinzen Christian Friedrich als König zu gründen. Im Krieg mit Schweden 1808–1809 bildete und führte er ein eigenes Freikorps.
Nach dem Tod seines Vaters erbte er die Grafschaft Jarlsberg am Meerbusen von Christiania. Ebenso von der Familie seines Schwiegervaters Peder Anker erbte er zusätzlich noch ein größeres Vermögen, vor allem bestehend aus Fluren und Wäldern rund um Christiania, dem heutigen Oslo. 1812 baute Hermann von Wedel-Jarlsberg sein Herrenhaus in Jarlsberg (Jarlsberg Hovedgård) neu um im Empire-Stil und ließ einen großen Landschaftspark dazu anlegen.
1810 trat er in die lokale norwegische Verwaltung innerhalb des dänischen Staatsdienstes ein und wurde Amtmann in Buskerud bei Drammen. Die Bemühungen um ein eigenständiges Königreich Norwegen wurden durch den Krieg gegen Schweden unterbrochen (Schweden gehörte zur antinapoleonischen Koalition, während Dänemark mit Napoleon verbündet war und nach dessen Niederlage gehörte auch Dänemark zu den Verlierern). Als Folge musste Dänemark im Kieler Friede 1814 Norwegen an Schweden abtreten und Dänemark-Norwegen wurde getrennt. Wedel-Jarlsberg wurde nun Führer der Unionspartei und die die Vereinigung mit Schweden befürwortete und war Mitglied der Reichsversammlung, auf der die Vereinigung beschlossen wurde. In diesem Zusammenhang erklärte er sich als Mitglied des ersten außerordentlichen Stortings in Oslo für eine Vereinigung mit Schweden und wurde vom König zum norwegischen Staatsrat und Chef des Finanz-, Handels- und Zolldepartements ernannt, nachdem sie zustande gekommen war.
1822 gehörte er einer Kommission an, die das Reichsrecht vereinheitlichen sollte. Im selben Jahr wurde er wegen einer zu Berlin kontrahierten Staatsanleihe vor dem Reichsgericht angeklagt, aber freigesprochen, zog er sich auf die von seinem Vater gerbten Güter, vor allem die Lehnsgrafschaft Jarlsberg, zurück. Er blieb jedoch politisch aktiv und wurde mehrmals in das Storting, das norwegische Parlament gewählt und 1836 von der schwedischen Krone zum Statthalter von Norwegen mit der Vollmacht eines Vizekönigs erhoben. Wedel-Jarlsberg stiftete die Norwegische Nationalvereinigung (Den Norske Nationalforening) nach dem Vorbild des preußischen Tugendbundes mit dem Namen Selskabet for Norges Vel = Gesellschaft für das Wohl Norwegens.

## Herkunft und familiäres Umfeld
Herman Graf von Wedel-Jarlsberg (dänischer Lensgreve (Lehnsgraf) von Jarlsberg) entstammte dem deutschen, dem Stormarner Uradel zugehörigen Geschlecht Wedel, das mit Heinricus, Hasso und Reinbernus de Wedele 1212 zuerst erscheint. Das Geschlecht verbreitete sich über die Jahrhunderte über Deutschland, Dänemark und Norwegen. Gustav Wilhelm von Wedel (1641–1717), dänischer Generalfeldmarschall, wurde 1684 dänischer Graf, der dann mit der in Norwegen liegenden Lehnsgrafschaft Jarlsberg belehnt wurde, nach der er und seine in Norwegen angesessenen Nachkommen sich Wedel-Jarlsberg benannten.
Er selbst war der älteste Sohn des dänischen Diplomaten und Ministers Friedrich Anton (II.) von Wedel-Jarlsberg (1748–1811) und seiner Frau Christiania Cathrine Storm (1756–1802). Der norwegische Generalleutnant und spätere Oberkommandierende der Armee Ferdinand Wedel-Jarlsberg (1781–1857) war sein Bruder. Hermann wurde am 26. September 1779 in Montpellier geboren und starb während eines Kuraufenthaltes am 27. August 1840 in Wiesbaden.

### Familie
Er war seit dem 19. Mai 1807 mit Karen Christiane Andrea Anker († 27. August 1840), der Tochter und dem einzigen Kind des norwegischen Ministerpräsidenten und Gutseigner Peder Anker, verheiratet. Das Paar hatte folgende Kinder:
- Herman (* 23. März 1818; † 3. August 1888) ⚭ Catharine Conradine Wilhelmine Heftye
- Caroline (* 15. Dezember 1815; † 1. Januar 1840) ⚭ Otto Joachim Løvenskiold
- Harald (* 10. Februar 1811; † 4. Januar 1897) ⚭ Elise Frederikke Butenschøn (* 12. April 1820; † 10. Januar 1868)
- Cathrine Elisabeth (* 2. Dezember 1812; † 2. März 1821)
- Cathrin (* 7. April 1808; † 3. August 1808)
- Peder Anker (* 8. Mai 1809; † 23. Juni 1893) ⚭ Hedevig Betzy Anette Sigismunda Anker (* 19. März 1819; † 12. Februar 1879)